# Улан
Улани (на полски: ułan; на немски: ulan от турското oğlan) са войниците от полската лека кавалерия, въоръжени с кавалерийски копия, пистолети и пушки. По-късно те също служат и на пруските и австрийските армии. Подобни военни единици съществуват и в други европейски армии, но са наричани кавалеристи.
Уланите обикновено носят двуредни горни дрехи (курта) с цветен годета (пластрон), а отпред с цветен шарф и квадратна полска шапка (чапка или още чапска, шапска). Тази шапка или кавалерийски шлем, е създадена по традиционен дизайн на полската шапка като само са добавени някои детайли, за да изглежда кавалерийският шлем по-стилизиран за военна употреба.
Техните кавалерийските копия обикновено имат малки плитки флагове малко под острата част на копието.